# Лагоа (район)
Лагоа (порт. Lagoa) — район (фрегезия) в Португалии, входит в округ Фару. Является составной частью муниципалитета Лагоа. По старому административному делению входил в провинцию Алгарве. Входит в экономико-статистический субрегион Алгарве, который входит в Алгарве. Население составляет 6059 человек на 2001 год. Занимает площадь 25,67 км².
Покровителем района считается Дева Мария (порт. Nossa Senhora da Luz).